# Lethe satyrina
Lethe satyrina är en fjärilsart som beskrevs av Butler 1871. Lethe satyrina ingår i släktet Lethe och familjen praktfjärilar. Inga underarter finns listade i Catalogue of Life.